# Inclosure Acts
Les Inclosure Acts, qui utilisent une orthographe archaïque du mot maintenant généralement orthographié en anglais : enclosure (enclos en français), sont des lois anglaises et britanniques qui couvrent l'enclosure des openfields et des biens communaux, en Angleterre et au Pays de Galles, créant des droits de propriété légaux sur les terres précédemment détenues en commun (mouvement des enclosures). Entre 1604 et 1914, plus de 5 200 Inclosure Acts individuels ont été adoptés, affectant 6,8 millions d'acres (2 800 000 ha ou 28 000 km2).

## Histoire
Avant les enclosures en Angleterre, une partie des terres était classée comme « common » ou « waste »,. Les terres « communes » étaient sous le contrôle du lord of the manor, mais certains droits sur les terres tels que les pâturages, les panages ou les estovers (en)  étaient détenus de manière variable par certaines propriétés voisines, ou (occasionnellement) in gross par tous les locataires seigneuriaux. Les waste étaient des terres sans valeur en tant que bande agricole - des zones souvent très étroites (généralement moins d'un mètre de large) dans des endroits difficiles (tels que les bords de falaise ou les frontières manoriales de forme incommode), mais aussi la roche nue, et ainsi de suite. Les waste n'étaient officiellement utilisés par personne et étaient donc souvent cultivés par des paysans sans terre.
Le reste des terres était organisé en un grand nombre de bandes étroites, chaque locataire possédant un certain nombre de bandes disparates dans tout le manor, comme le voudrait le lord of the manor. Appelé système de plein champ, il était administré par des Manorial courts (en)(cours seigneuriales), qui exerçaient un certain contrôle collectif. Ce qu'on pourrait appeler maintenant un single field aurait été divisé selon ce système entre le seigneur et ses tenanciers ; les paysans les plus pauvres (serfs ou copyholders (en), selon les époques) étaient autorisés à vivre sur les bandes possédées par le seigneur en échange de la culture de sa terre. Le système a facilité le pâturage commun et la rotation des cultures.
Tout individu pouvait posséder plusieurs bandes de terre à l'intérieur du manor, souvent à une certaine distance les unes des autres. À la recherche de meilleurs rendements financiers, les propriétaires terriens recherchaient des techniques agricoles plus efficaces. Des lois de clôture pour de petites zones avaient été adoptées sporadiquement depuis le XIIe siècle, mais les progrès des connaissances et de la technologie agricoles au XVIIIe siècle les ont rendues plus courantes. Parce que les tenants, ou même les copyholders, avaient des droits légalement exécutoires sur la terre, une compensation substantielle a été fournie pour les éteindre ; ainsi, de nombreux tenants étaient des partisans actifs de l'enclosure, même si cela permettait aux propriétaires de forcer les locataires réticents à se conformer au processus.
Avec le contrôle légal de la terre, les propriétaires ont introduit des innovations dans les méthodes de production agricole, augmentant les profits et soutenant la révolution agricole (en) ; une productivité plus élevée a également permis aux propriétaires fonciers de justifier des loyers plus élevés pour les personnes travaillant la terre. En 1801, l'Inclosure (Consolidation) Act a été adopté pour mettre de l'ordre dans les actes antérieurs. En 1845, un autre General Inclosure Act institua la nomination d'Inclosure Commissioners, qui pouvaient clôturer des terres sans soumettre de demande au Parlement.
Les pouvoirs accordés dans l'Inclosure Act de 1773 du Parlement du Royaume de Grande-Bretagne ont souvent été un motif d'abus par les propriétaires fonciers : les réunions préliminaires où l'on discutait de l'enclosure, destinées à se tenir en public, se déroulaient souvent en présence des seuls propriétaires terriens locaux, qui choisissent régulièrement leurs propres notaires, géomètres et commissaires pour trancher chaque cas. En 1786, il y avait encore 250 000 propriétaires indépendants, mais en trente ans seulement leur nombre fut réduit à 32 000.
Les locataires déplacés par le processus quittaient souvent la campagne pour travailler dans les villes. Cela a contribué à la révolution industrielle — au moment même où les nouvelles avancées technologiques nécessitaient un grand nombre de travailleurs, une concentration d'un grand nombre de personnes ayant besoin de travail était apparue ; les anciens fermiers et leurs descendants devinrent ouvriers dans les usines des villes.
Un poème du XVIIIe siècle se lit comme une protestation contre les Inclosure Acts :
They hang the man and flog the woman

Who steals the goose from off the common

Yet let the greater villain loose

That steals the common from the goose

The law demands that we atone

When we take things we do not own

But leaves the lords and ladies fine

Who take things that are yours and mine

The poor and wretched don't escape

If they conspire the law to break

This must be so but they endure

Those who conspire to make the law

The law locks up the man or woman

Who steals the goose from off the common

And geese will still a common lack

Till they go and steal it back.

## Liste des actes
- L'Inclosure Act 1773 (13 Geo.3 c.81)

- Les Inclosure Acts 1845 à 1882 désignent [7]:

The Inclosure Act 1845 (8 & 9 Vict. c. 118)
The Inclosure Act 1846 (9 & 10 Vict. c. 70)
The Inclosure Act 1847 (10 & 11 Vict. c. 111)
The Inclosure Act 1848 (11 & 12 Vict. c. 99)
The Inclosure Act 1849 (12 & 13 Vict. c. 83)
The Inclosure Commissioners Act 1851 (14 & 15 Vict. c. 53)
The Inclosure Act 1852 (15 & 16 Vict. c. 79)
The Inclosure Act 1854 (17 & 18 Vict. c. 97)
The Inclosure Act 1857 (20 & 21 Vict. c. 31)
The Inclosure Act 1859 (22 & 23 Vict. c. 43)
The Inclosure, etc. Expenses Act 1868 (31 & 32 Vict. c. 89)
The Commons Act 1876 (39 & 40 Vict. c. 56)
The Commons (Expenses) Act 1878 (41 & 42 Vict. c. 56)
The Commons Act 1879 (42 & 43 Vict. c. 37)
The Commonable Rights Compensation Act 1882 (45 & 46 Vict. c. 15)

## Note
1. ↑  « Latin vasta, wasta. […] The Domesday Book records various manors as waste. » Holdings described as waste or not in use paid no tax[3].

## Lectures complémentaires
- Chambers, Jonathan D. "Enclosure and labour supply in the industrial revolution", Economic History Review 5.3 (1953): 319–343 in JSTOR
- Linebaugh, Peter. The Magna Carta Manifesto: Liberties and Commons for All. Berkeley: University of California Press, 2008.